# Joaquín López Flores
Joaquín Ernesto López Flores (Concón, Región de Valparaíso, Chile, 9 de mayo de 1999-) es un futbolista chileno que juega en la posición de lateral izquierdo. Actualmente juega en Concón National de la Segunda División de Chile.

## Trayectoria
Realizó su formación en el club Everton de Viña del Mar, pero su debut profesional fue con el club General Velásquez durante el torneo de Segunda División de Fútbol Chileno, club en el cual estuvo durante todo el año 2018. Al año siguiente vuelve de su préstamo a Everton, disputando junto al plantel el Torneo de Verano Fox Sports, disputado entre enero y febrero en el Estadio Sausalito de Viña del Mar. Durante ese año no tiene cabida en el club y no disputó encuentros el resto del año. El 2020 parte a préstamo a Colchagua CD.

## Estadísticas
| Club                      | Div.          | Temporada     | Liga  | Liga  | Copas nacionales | Copas nacionales | Torneos internacionales | Torneos internacionales | Total | Total |
| Club                      | Div.          | Temporada     | Part. | Goles | Part.            | Goles            | Part.                   | Goles                   | Part. | Goles |
| ------------------------- | ------------- | ------------- | ----- | ----- | ---------------- | ---------------- | ----------------------- | ----------------------- | ----- | ----- |
| General Velásquez · Chile | 3.ª           | 2018          | 13    | 0     | 4                | 0                | —                       | —                       | 17    | 0     |
| General Velásquez · Chile | Total club    | Total club    | 13    | 0     | 4                | 0                | 0                       | 0                       | 17    | 0     |
| Colchagua CD · Chile      | 3.ª           | 2020          | 17    | 0     | —                | —                | —                       | —                       | 17    | 0     |
| Colchagua CD · Chile      | Total club    | Total club    | 17    | 0     | 0                | 0                | 0                       | 0                       | 17    | 0     |
| Deportes Valdivia · Chile | 3.ª           | 2021          | 19    | 1     | —                | —                | —                       | —                       | 19    | 1     |
| Deportes Valdivia · Chile | Total club    | Total club    | 19    | 1     | 0                | 0                | 0                       | 0                       | 19    | 1     |
| Everton · Chile           | 1.ª           | 2022          | 2     | 0     | 0                | 0                | 2                       | 0                       | 4     | 0     |
| Everton · Chile           | Total club    | Total club    | 2     | 0     | 0                | 0                | 2                       | 0                       | 4     | 0     |
| Deportes Temuco · Chile   | 2.ª           | 2023          | 5     | 0     | 1                | 0                | —                       | —                       | 6     | 0     |
| Deportes Temuco · Chile   | 2.ª           | 2024          | 1     | 0     | 0                | 0                | —                       | —                       | 1     | 0     |
| Deportes Temuco · Chile   | Total club    | Total club    | 6     | 0     | 1                | 0                | 0                       | 0                       | 7     | 0     |
| Total carrera             | Total carrera | Total carrera | 57    | 1     | 5                | 0                | 2                       | 0                       | 62    | 1     |
| 1. 2. 3.                  |               |               |       |       |                  |                  |                         |                         |       |       |